# Маршал ГДР
Маршал Германской Демократической Республики (нем. Marschall der Deutschen Demokratischen Republik) или Маршал ГДР (нем. Marschall der DDR) — высшее воинское звание в ННА ГДР (кроме Фольксмарине). Является аналогом звания Маршал Советского Союза.
Следовало за званием «Генерал армии» и являлось высшим званием для военнослужащих ННА ГДР.

## История
Звание было учреждено указом Государственного совета ГДР от 25 марта 1982 года вместе со званием «Адмирал флота». В «Юридическом вестнике» говорится: «(…) Высшее воинское звание в Германской Демократической Республике — Маршал ГДР. Присвоение данного звания производится в военное время или за выдающиеся военные заслуги по решению Государственного совета Германской Демократической Республики его председателем. Настоящее решение вступает в силу с 1 мая 1982 года». В ноябре 1989 года, министр национальной обороны ГДР, адмирал Теодор Хофман упразднил данное звание вместе со званием «адмирал флота». За весь период существования данного звания оно никому не было присвоено.

## Положение о звании
Звание Маршала ГДР могло быть присвоено только Генералу армии за исключительные военные заслуги или во время войны. Присвоение звания осуществлялось Государственным советом ГДР.

## Знаки различия
Знаки различия выглядят следующим образом: погон длиной 118 мм и шириной 48 мм, состоящий из переплетённых золотого и серебряного шнуров, наложенных на ткань красного цвета, на которые была помещена пятиконечная позолоченная звезда с красным рубином в центре. Также существовал знак различия данного звания для новой полевой формы. Он состоял из прямоугольной нашивки размером 90×60 мм из ткани цвета «штайнграу» для крепления на верхнем рукаве. На этой нашивке была выткана большая пятиконечная звезда золотого цвета с красным центром над горизонтальной золотой полосой длиной 20 мм. На фуражке имелась кокарда овальной формы размером 50×30 мм с таким же рисунком, как и нарукавный знак различия.

## Галерея

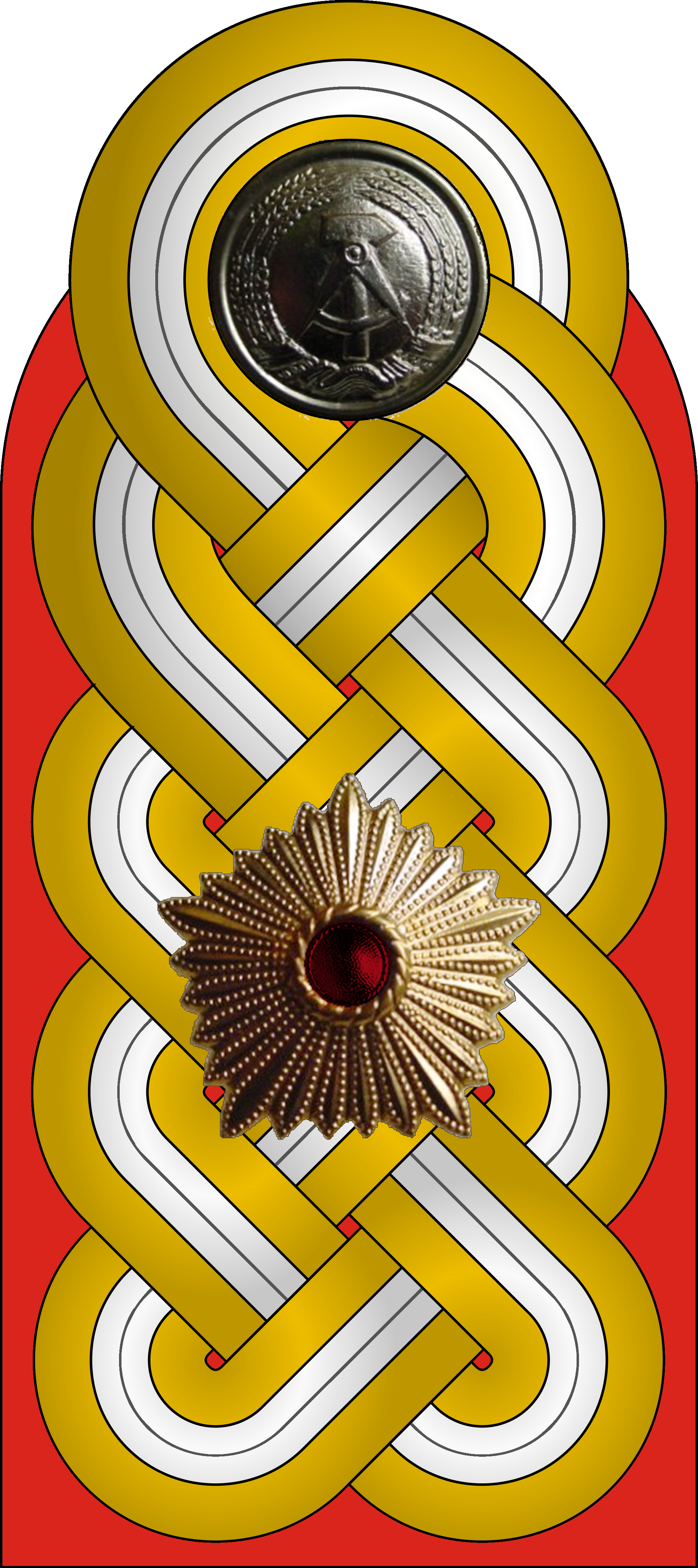
Погон
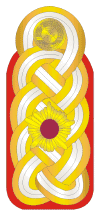
Второй вариант погона
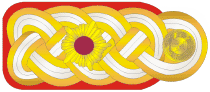
Третий вариант погона
Знаки различия на костюм лётчика ВВС
Петлицы[3]